# 小行星4542
小行星4542（英語：4542 Mossotti）是一颗围绕太阳公转的小行星。1989年1月30日，圣维托雷天文台在博洛尼亚发现了此天体。
这颗小行星的绝对星等为143.83391等。